# جاقار
جاقار (به ترکی آذربایجانی: Caqar) یک منطقه مسکونی در جمهوری آذربایجان است که در شهرستان قوسار واقع شده است. جاقار ۴۱۷ نفر جمعیت دارد.